# Eudidaktos
Eudidaktos (altgriechisch Εὐδίδακτος) war ein attischer Bildhauer, der um 240–220 v. Chr. wirkte.
Er ist nur von seiner Signatur aus einer Inschrift aus Athen bekannt, die sich auf einem Statuetten-Fragment aus penteleischem Marmor befindet. Die Signatur wurde auf einem rundlichen, neben der Statuette liegenden Gegenstand angebracht. Das Fragment wurde am Südhang der Akropolis von Athen gefunden.